# キャピタル (自動車ディーラー)
キャピタルは、東京都渋谷区富ヶ谷に本社を置いていたインポーター兼輸入車ディーラーである。元はキャピタル企業という社名であったが改称した（後述）。親会社は東京日産自動車販売であり、1960年代から1980年代にかけて活動していた。
オースチン・A50・ケンブリッジがセドリックにバトンタッチした後のオースチン需要を取り込むために設立され、従来の日本総代理店であった日新自動車(スチュードベーカーも扱っていた)に代わってオースチン、そして新たにバンデン・プラの日本総代理店となった。

## 概要
1960年代中盤、船橋サーキットなどでの草創期の自動車レースにオースチン・ミニ・クーパー Sをチューンして「キャピタルミニ」として、川口吉正らの操縦でエントリーさせ、親会社筋の日産自動車の製造するダットサン・ブルーバード 1200 SS（410型系）などと激しいバトルを展開した。
1970年代に入るとミニ・クーパー S の生産は中止され、いわゆる英国病による品質低下や排出ガス規制対策の遅れから、英国車の輸入は次第に困難となったが、ミニ・1000の輸入を主力に事業を継続、1976年（昭和51年）からは三井物産撤退後のルノー日本総代理店となり、同年からルノー・5 GTLの輸入販売を開始した。
ルノーの上級モデルであるR18やR25等は、後に日英自動車が輸入を担当し、同社が解散する1985年（昭和60年）まで、二社並存によるルノー輸入体制が現出した。
1980年代に入ると本国メーカーが日本法人（子会社）を設立して自ら輸入販売に乗り出すケースが増え、ミニの販売はオースチン・ローバー・ジャパンに移行、ルノーもジヤクス・カーセールス（JAX）に輸入販売権を譲渡することになり、1989年（平成元年）10月をもって日本自動車輸入組合を退会、自動車輸入から撤退した。
その後は社名を「キャピタル企業」から「キャピタル」と変更し、ヤナセの販売協力店として主にアウディを、ヤナセがVW・アウディ・グループの輸入代理権を返上した後は主にオペルを扱っていたが、1990年代前半に業務を終えた。